# Сфинктер Балли
Сфинктер Балли (синоним: дистальный сфинктер нисходящей ободочной кишки; лат. sphincter coli sigmoidei descendentis) — сфинктер, расположенный на границе нисходящей ободочной и сигмовидной кишками человека. Представляет собой циркулярный пучок волокон гладких мышц стенки ободочной кишки. Обнаруживший его Р. Балли считал, что он является только функциональным сфинктером, что в месте его расположения отсутствуют какие-либо утолщения мышечного слоя. Однако позже это утолщения были обнаружены.

## Анатомические характеристики
Протяжённость сфинктера — 0,3 — 2,0 см. Диаметр кишки до и после сфинктера примерно 1,5 — 4,5 см, в зоне сфинктера — 0,5 — 2,4 см. Толщина циркулярного мышечного слоя перед сфинктером равна  556±17,04 мкм, в зоне сфинктера — 850±16,3 мкм, за сфинктером — 276±27,07 мкм.
В районе сфинктера пучки продольного и циркулярного мышечных слоёв лежат под острым углом друг к другу. Около сфинктера сходятся мышечные ленты, а после него — расходятся. Рельеф слизистой оболочки в зоне сфинктера Балли имеет вид мелких складок, преимущественно циркулярной формы (в отличие от участков до и после сфинктера, где слизистая оболочка гладкая и блестящая). По сравнению с окружающими участками в зоне сфинктера площадь, занимаемая железами слизистой оболочки, больше на 7—33 %.
Сфинктер при эндоскопических исследованиях наблюдается примерно в 15 % случаев. Может иметь кольцевидную или овальную форму.

## Этимология
Сфинктер назван в честь итальянского радиолога Р. Балли (англ. R. Balli).